# BMW K 1600 GT
BMW K 1600 GT – niemiecki motocykl sportowo-turystyczny produkowany przez BMW od 2011 roku. Produkowany jest równolegle z bliźniaczym modelem BMW K 1600 GTL.

## Dane techniczne/Osiągi
Silnik: R6
Pojemność silnika: 1649 cm³
Moc maksymalna: 161 KM/7750 obr./min
Maksymalny moment obrotowy: 175 Nm/5250 obr./min
Prędkość maksymalna: 250 km/h
Przyspieszenie 0–100 km/h: 2,9 s